# جيل ثان (شبكات اتصال)
الجيل الثاني لشبكات الهاتف المحمول (بالإنجليزية: The 2ed Generation of Cellular Networks اختصاراً 2G)‏ من الاتصالات الجوالة أسس على النظام الرقمي عوض النظام التماثلي. ما أكسبه محاسن الأنظمة الرقمية من تحسن جودة الاتصال ونقاوة الصوت، حيث ان النظام الرقمي يقلص أثر الشوشرة على الاتصال وعلى هذا تقل الأخطاء. كما أتاح للمرة الأولى نقل البيانات والذي تجسد في الخدمة ذائعة الصيت التي يستخدمها 2.4 مليار حول العالم وهي خدمة الرسائل القصيرة التي لم تتوفر في الجيل الأول والجيل صفر. ومما أضافه الجيل الثاني كذلك فرصة تعمية الاتصال بين المتصل وبرج المحطة (بالإنجليزية: BTS)‏ عبر الأثير (بالإنجليزية: Air interface)‏. وسنحت كذلك للمرة الأولى فرصة التجوال الدولي بسبب توحيد المقاييس بين مختلف الدول. والمعيار المهيمن على اتصالات الجيل الثاني هو النظام العالمي للاتصالات الجوالة (بالإنجليزية: GSM)‏.

## النظام الرقمي
نقصد بالنظام الرقمي استعمال الأدوات الرقمية في مختلف اجزاء الشبكة.ماعدا صوت المتكلمين، فان سائر الشبكة تدار رقميا.فعند ورود صوت المتكلم-وهو بصورة تماثلية بطبيعة الحال- يجري تحويله إلى الصورة الرقمية بالاستعيان التكميم ثم ترميزه.ثم تضمينه رقميا ثم تضميمه رقميا ثم يبعث عبر هوائي المرسل لنقله خلال القناة.وعند وروده للمستقبل.يجري توزيعه ثم استخلاصه ثم فك ترميزه ثم تحويله من صورة رقمية إلى صورة تماثلية.
كما ان من محاسن النظام الرقمي تقليص طاقة الإشعاع لان كفاءة التضمين الرقمي أعلى من التضمين التماثلي.كذلك الكفاءة الطيفية للتضمين الرقمي أفضل من التماثلي.فيعود بالإمكان الإفادة بوجه امثل من نطاق التردد.

## تقنيات الجيل الثاني
يهيمن نظام الجوالات العالمي (بالإنجليزية: GSM)‏ على سوق الجوالات وبلغ نصيبه من المشتركين 3,450,410,548  في 219 دولة و 1000 مشغل.
مر الجيل الثاني قبل بلوغ الجيل الثالث بمرحلة عابرة عرفت بـ 2.5G و 2.75G.فمن تقنيات الجيل الثاني والنصف تقنية جي بي آر إس وعديد التقنيات المذكورة في الجدول.أما تقنية الجيل 2.75 فهي نظام الجوالات العالمي المعزز (بالإنجليزية: EDGE)‏.والذي رفع نسق البيانات أعلى من سابقيه.